# NGC 7107
NGC 7107 ist eine Balken-Spiralgalaxie vom Hubble-Typ SBdm im Sternbild Kranich am Südsternhimmel. Sie ist schätzungsweise 98 Millionen Lichtjahre von der Milchstraße entfernt und hat einen Durchmesser von etwa 60.000 Lichtjahren.
Die Typ-Ia-Supernova SN 2005dc wurde hier beobachtet.
Das Objekt wurde am 6. September 1834 von John Herschel entdeckt.